# Алтей бруссонециелистный
Алте́й бруссонециелистный (лат. Althaea broussonetiifolia) — многолетнее травянистое растение, вид рода Алтей (Althaea) семейства Мальвовые (Malvaceae).

## Распространение и экология
Встречается в нижнем течении Волги, в междуречье Сырдарьи и Амударьи. Эндемик. Описан из Красноармейска.
Растёт по берегам в нижнем течении Волги, Бэровским буграм, солончаковатым местам дельты Волги, по взморью.

## Ботаническое описание
Растение высотой до 200 см. Стебель прямой, цилиндрический, внизу толстый, ветвистый, коротко-войлочно-волосистый.
Листья черешковые, пластинки длиной 6—14 см и шириной 6—12 см, у основания клиновидно- стянутые или реже почти тупо-закруглённые или срезанные, почти до основания пятирассечённые или глубоко пятираздельные, с продолговато-овальными или продолговатыми долями, неравномерно крупно зубчатыми, со средней более крупной долей, часто зубчато-лопастной; нижние боковые доли более мелкие и более спаянные с промежуточными боковыми и направлены косо вверх. Пластинки верхних листьев до основания трёх- или пятирассечённые на более узкие продолговатые сегменты, у основания клиновидные, большей частью отогнуты несколько назад. Нижние листья пятилопастные, не сердцевидные, первые пары листьев обычно цельные, мелкие, селезёночниковидные. Все листья сверху и снизу плотно-волосистые. Прилистники линейные, при цветении опадающие.
Цветки в конечных, облиственных, узких, кистевидно-метельчатых соцветиях, а также в пазушных, безлистных, более коротких соцветиях. Цветоножки значительно короче чашечки, только у одиночных редких пазушных цветков они достигают длины в 4—5 см. Подчашие длиной 5—8 мм, состоит из 7—9 ланцетных листочков, почти на 3/4 рассечённых. Чашечка длиной 6—10 мм, более чем на половину разделенная на яйцевидные или продолговато-яйцевидные доли, стянутые на верхушке. Венчик розовый, почти в 2 раза превышает чашечку. Лепестки обратно- или продолговато-яйцевидные, длиной 8—15 мм, шириной 5—10 мм, наверху слабо выемчатые, у основания стянутые в бахромчато-волосистый ноготок.
Плоды в поперечнике 7—8 мм, состоит из 15—18 плодиков, сравнительно сильно звездчато- опушённых, посередине с линейным валиком и по бокам поперечно-морщинистые. Плодики длиной 2,75—3 мм, шириной 2,25—3 мм, на спинке шириной около 1,5 мм. Семена почковидные, бурые, голые, на спинке, особенно в нижней части, с мелкими беловатыми рассеянными бородавочками.
Цветёт в июле — августе. Плодоносит в августе — сентябре.

## Таксономия
Вид Алтей бруссонециелистный входит в род Алтей (Althaea) трибы Malveae подсемейства Malvoideae семейства Мальвовые (Malvaceae) порядка Мальвоцветные (Malvales).
|  |                       |  |                                           |                                           |                         |  | ещё 8 подсемейств (согласно Системе APG II) | ещё 8 подсемейств (согласно Системе APG II) |                                       |  |  |  | ещё около 70 родов | ещё около 70 родов           |  |  |
|  |                       |  |                                           |                                           |                         |  | ещё 8 подсемейств (согласно Системе APG II) | ещё 8 подсемейств (согласно Системе APG II) |                                       |  |  |  | ещё около 70 родов | ещё около 70 родов           |  |  |
|  |                       |  |                                           | семейство Мальвовые                       |                         |  |                                             |                                             | триба Malveae                         |  |  |  |                    | вид Алтей бруссонециелистный |  |  |
|  |                       |  |                                           | семейство Мальвовые                       |                         |  |                                             |                                             | триба Malveae                         |  |  |  |                    | вид Алтей бруссонециелистный |  |  |
|  | порядок Мальвоцветные |  |                                           |                                           | подсемейство Malvoideae |  |                                             |                                             | род Алтей                             |  |  |  |                    |                              |  |  |
|  | порядок Мальвоцветные |  |                                           |                                           |                         |  |                                             |                                             |                                       |  |  |  |                    |                              |  |  |
|  |                       |  | ещё 10 семейств (согласно Системе APG II) | ещё 10 семейств (согласно Системе APG II) |                         |  |                                             | ещё 3 трибы (согласно Системе APG II)       | ещё 3 трибы (согласно Системе APG II) |  |  |  | ещё около 12 видов |                              |  |  |
|  |                       |  |                                           | ещё 10 семейств (согласно Системе APG II) |                         |  |                                             |                                             | ещё 3 трибы (согласно Системе APG II) |  |  |  |                    |                              |  |  |